# معركة ميلوريا (1284)
دارت معركة ميلوريا بين يومي الخامس والسادس من شهر أغسطس عام 1284 بالقرب من جزيرة ميلوريا في البحر التيراني بين أسطولي جنوة وبيزا كجزء من الحرب الجنوية البيزانية. انتهت الحرب بانتصار جنوة وتدمير الأسطول البيزاني وبداية تراجع سطوة جمهورية بيزا البحرية في المتوسط.

## خلفية تاريخية
غزت جمهورية جنوة عدة مستوطنات في القرم إبَّان القرن الثالث عشر ومنها أقامت مستعمرة كافا الجنويَّة. أدى التحالف مع الإمبراطورية البيزنطية المسترجعة تحت حكم السلالة الباليولوجية إلى زيادة ثروة وسلطة جنوة، وتزامن هذا مع تراجع تجارة البنادقة والبيزيين. وكانت الإمبراطورية البيزنطية قد منحت معظم حقوق التجارة الحرة لجنوة. حاولت بيزا عام 1282 السيطرة على التجارة والإدارة في كورسيكا، حين ثار سينوتشيلو قاضي سيناركا على جنوة وطلب من بيزا مده بالدعم.
قام قسم من الأسطول الجنويّ في شهر أغسطس من عام 1282 بالحيلولة دون إجراء البيزيين للتجارة بالقرب من نهر أرنو. جهزت كل من جنوة وبيزا للحرب خلال عام 1283. جمعت بيزا جنوداً من توسكانا وعيَّنت قباطنة من عائلاتها النبيلة. أمَّا جنوة فبنت 120 قادساً وعادت ستين منهم إلى الجمهورية في حين استأجِرت بقيتها من قبل مجموعة من الأفراد. احتاج هذا ما تراوح من 15,000 إلى 17,000 مجدفاً وبحَّاراً على الأقل.
حاول الأسطول الجنويّ السيطرة على مدينتي ساساري وبورتو توريس الواقعتين شمالي سردينيا في مستهل عام 1284. استطاع قسم من أسطول التّجار الجنويّ هزيمة القوات البيزيَّة خلال سفره إلى الإمبراطورية البيزنطية. حاصر الأسطول الجنويّ بورتو بيزانو وهاجم السفن البيزيَّة المبحرة في البحر المتوسط. اتجهت قوة جنويَّة مؤلفة من ثلاثين سفينة بقيادة بينيديتو زكريا إلى بورتو توريس لدعم القوات الجنويَّة التي كانت قد فرضت حصاراً على ساساري.